# Діана Міранда
Діана Паулінда Міранда Гонсалес (ісп. Diana Paulina Miranda González; нар. 26 червня 1987) — мексиканська борчиня вільного стилю, бронзова призерка Панамериканського чемпіонату, бронзова призерка Панамериканських ігор, Чемпіонка, срібна та бронзова призерка Центральноамериканських і Карибських ігор.

## Життєпис
Боротьбою почала займатися з 2001 року. У 2006 році чемпіонкою Панамериканського чемпіонату серед юніорів. 
Виступала за спортивний клуб «Codeson». Тренер — Мануель Рубіо Рамірес (з 2005).

## Спортивні результати на міжнародних змаганнях

### Виступи на Чемпіонатах світу
| Змагання                        | Збірна  | Вагова категорія          | Місце |
| ------------------------------- | ------- | ------------------------- | ----- |
| Чемпіонат світу з боротьби 2014 | Мексика | жіноча боротьба, до 69 кг | 5     |
| Чемпіонат світу з боротьби 2015 | Мексика | жіноча боротьба, до 69 кг | 26    |

### Виступи на Панамериканських чемпіонатах
| Змагання                                   | Збірна  | Вагова категорія          | Місце  |
| ------------------------------------------ | ------- | ------------------------- | ------ |
| Панамериканський чемпіонат з боротьби 2005 | Мексика | жіноча боротьба, до 63 кг | Бронза |
| Панамериканський чемпіонат з боротьби 2007 | Мексика | жіноча боротьба, до 63 кг | 7      |
| Панамериканський чемпіонат з боротьби 2008 | Мексика | жіноча боротьба, до 63 кг | 5      |
| Панамериканський чемпіонат з боротьби 2009 | Мексика | жіноча боротьба, до 63 кг | 5      |
| Панамериканський чемпіонат з боротьби 2010 | Мексика | жіноча боротьба, до 63 кг | 5      |
| Панамериканський чемпіонат з боротьби 2012 | Мексика | жіноча боротьба, до 72 кг | 5      |
| Панамериканський чемпіонат з боротьби 2013 | Мексика | жіноча боротьба, до 67 кг | 7      |
| Панамериканський чемпіонат з боротьби 2016 | Мексика | жіноча боротьба, до 75 кг | 5      |
| Панамериканський чемпіонат з боротьби 2018 | Мексика | жіноча боротьба, до 68 кг | 5      |

### Виступи на Панамериканських іграх
| Змагання                  | Збірна  | Вагова категорія          | Місце  |
| ------------------------- | ------- | ------------------------- | ------ |
| Панамериканські ігри 2007 | Мексика | жіноча боротьба, до 63 кг | 7      |
| Панамериканські ігри 2015 | Мексика | жіноча боротьба, до 69 кг | Бронза |

### Виступи на Центральноамериканських і Карибських чемпіонатах
| Змагання                                                       | Збірна  | Вагова категорія          | Місце |
| -------------------------------------------------------------- | ------- | ------------------------- | ----- |
| Центральноамериканський і Карибський чемпіонат з боротьби 2018 | Мексика | жіноча боротьба, до 76 кг | 5     |

### Виступи на Центральноамериканських і Карибських іграх
| Змагання                                                | Збірна  | Вагова категорія          | Місце  |
| ------------------------------------------------------- | ------- | ------------------------- | ------ |
| Центральноамериканські і Карибські ігри 2006            | Мексика | жіноча боротьба, до 63 кг | 5      |
| Центральноамериканські і Карибські ігри 2010 (Маягуес)  | Мексика | жіноча боротьба, до 63 кг | Срібло |
| Центральноамериканські і Карибські ігри 2014 (Сан-Хуан) | Мексика | жіноча боротьба, до 69 кг | Бронза |
| Центральноамериканські і Карибські ігри 2014 (Веракрус) | Мексика | жіноча боротьба, до 69 кг | Золото |
| Центральноамериканські і Карибські ігри 2018            | Мексика | жіноча боротьба, до 68 кг | 5      |

### Виступи на інших змаганнях
| Змагання                                                               | Збірна  | Вагова категорія          | Місце  |
| ---------------------------------------------------------------------- | ------- | ------------------------- | ------ |
| Олімпійський кваліфікаційний турнір з боротьби 2008 (Едмонтон)         | Мексика | жіноча боротьба, до 63 кг | 16     |
| Олімпійський кваліфікаційний турнір з боротьби 2012 (Кіссіммі-Орландо) | Мексика | жіноча боротьба, до 72 кг | Бронза |
| Гран-прі Іспанії з боротьби 2014                                       | Мексика | жіноча боротьба, до 67 кг | Бронза |
| Турнір «Олімпія» 2014                                                  | Мексика | жіноча боротьба, до 75 кг | Срібло |
| Олімпійський кваліфікаційний турнір з боротьби 2016 (Фріско)           | Мексика | жіноча боротьба, до 69 кг | Бронза |
| Олімпійський кваліфікаційний турнір з боротьби 2016 (Улан-Батор)       | Мексика | жіноча боротьба, до 69 кг | 5      |
| Олімпійський кваліфікаційний турнір з боротьби 2016 (Стамбул)          | Мексика | жіноча боротьба, до 69 кг | 14     |
| Cerro Pelado International 2018                                        | Мексика | жіноча боротьба, до 68 кг | 4      |
| Гран-прі Іспанії з боротьби 2018                                       | Мексика | жіноча боротьба, до 68 кг | 8      |

### Виступи на змаганнях молодших вікових груп
| Змагання                                                 | Збірна  | Вагова категорія          | Місце  |
| -------------------------------------------------------- | ------- | ------------------------- | ------ |
| Панамериканський чемпіонат з боротьби серед юніорів 2006 | Мексика | жіноча боротьба, до 63 кг | Золото |
| Чемпіонат світу з боротьби серед юніорів 2006            | Мексика | жіноча боротьба, до 63 кг | 7      |
| Чемпіонат світу з боротьби серед юніорів 2007            | Мексика | жіноча боротьба, до 63 кг | 17     |